# معارك نيغبا
كانت معارك نيغبا سلسلة من الاشتباكات العسكرية بين الجيش الإسرائيلي و‌الجيش المصري في حرب 1948، وكان لنيغبا، وهو كيبوتس تأسس في عام 1939، موقع استراتيجي يطل على طريق المجدل - بيت جبرين، وكان هدفا لهجومين كبيرين من قبل المصريين في يونيو ويوليو 1948.
في 2 يونيو، هاجم المصريون الكيبوتس من الجنوب بكتيبة معززة بالدروع والمدفعية والطائرات، وصدهم 140 مقاتلا، ساعدتهم قوات لواء النقب الآلية. وقع الهجوم الثاني في 12 يوليو، عندما شن المصريون هجمات تضليلية على المواقع القريبة وحاصروا نيغبا من جميع الجهات، مرة أخرى بكتيبة معززة. كما تم تشتيت هذا الهجوم، وبقيت نيغبا في أيدي الإسرائيليين، وكانت بمثابة قاعدة أمامية للهجمات ضد القوات المصرية حتى عملية يوآف.

## خلفية

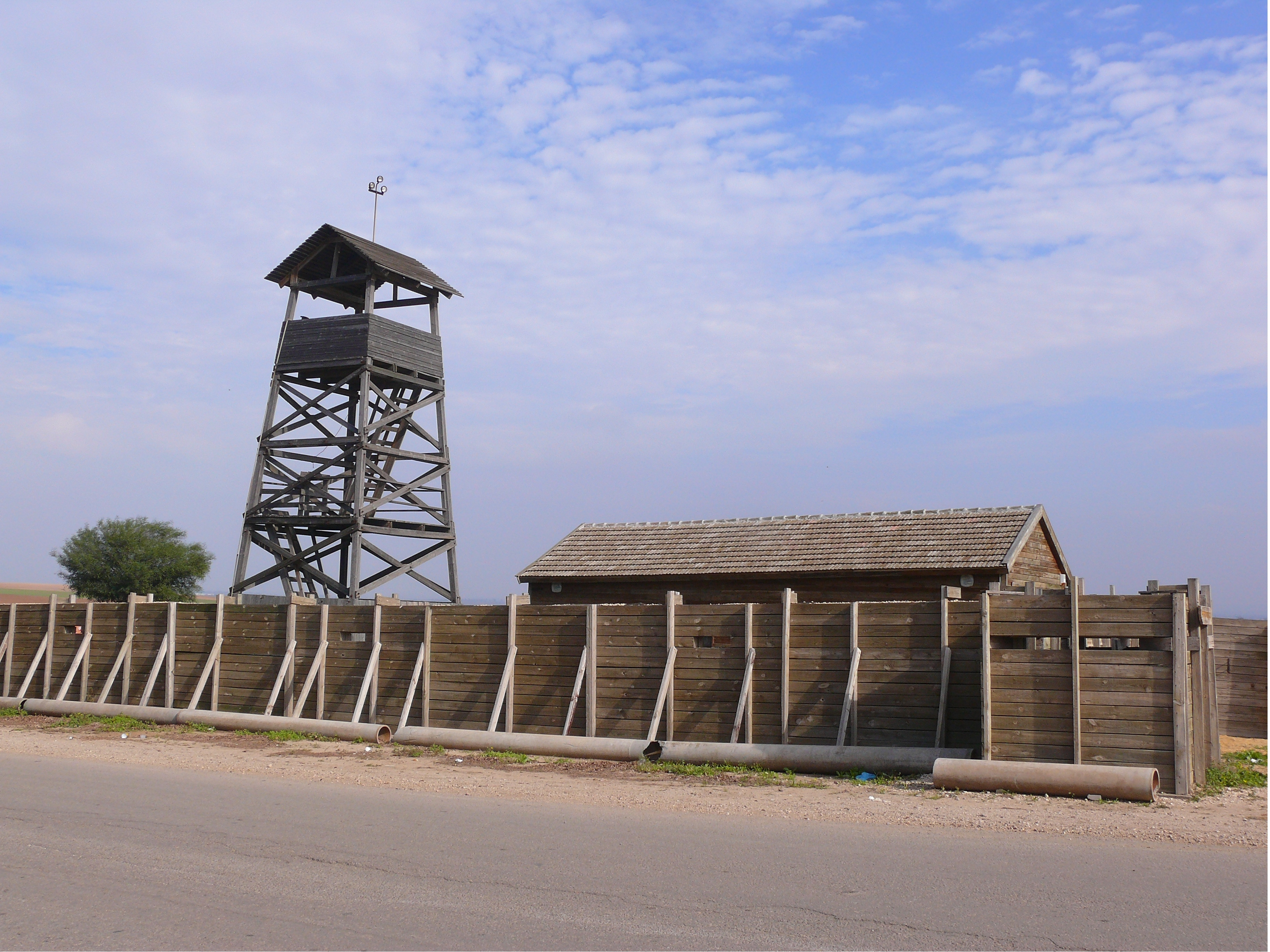
"السور والبرج" في نيغبا

تأسس كيبوتس نيجبا في عام 1939 كمستوطنة السور والبرج، وهي أول مستوطنة يهودية حديثة دائمة في صحراء النقب. في بداية المرحلة الثانية من الحرب العربية الإسرائيلية عام 1948، كانت نيغبا القرية الواقعة في أقصى الجنوب من الكتلة الأرضية الرئيسية التي تسيطر عليها إسرائيل، ولم تكن معزولة مثل مستوطنات نيتسانيم وكفار داروم ومستوطنات النقب الشمالية التي تأسست أساسا كجزء من النقاط ال 11 في مخطط النقب.
غزا الجيش المصري أراضي الدولة اليهودية في 15 مايو، بعد إعلان استقلال إسرائيل في اليوم السابق. تحركت قوتها الرئيسية على الطريق الساحلي، وشاركت في معركة في كفار داروم في 15 مايو و‌معركة ياد مردخاي في 19-24 مايو. وصل الرتل إلى المجدل في 14 مايو. ومن هناك، أرسلت قوات شمالا إلى أسدود، ووصلت إليها في 29 مايو، وإلى بيت جبرين عبر الفالوجة في 1 يونيو، مما أدى إلى قطع إسفين بين شمال النقب الذي تسيطر عليه إسرائيل وبقية إسرائيل. وأخيرا فصلوا النقب من خلال اتخاذ موقف على طريق مجدل – بيت جبرين خلال الهدنة الأولى للحرب (11 يونيو – 8 يوليو).
تقع نيغبا في منطقة محاطة بعدد من التلال وخاصة حصن الشرطة في عراق سويدان على بعد 1.7 كم جنوبا. وكان الكيبوتس مجاورا لعدد من المواقع الاستراتيجية الأخرى، بما في ذلك «المفرق»، وهو تقاطع طريق بين طريق المجدل – بيت جبرين والطريق من كوكبة إلى جولس. تم تنظيم دفاعها في 13 موقعا في المحيط، متصلة بخنادق اتصال، مع البوابة الرئيسية في الشمال والمقر الرئيسي في الوسط. وانتشرت الملاجئ تحت الأرض في جميع أنحاء القرية بأكملها. مر طريق من الشمال إلى الجنوب في القرية، لكن الإسرائيليين لم يتركوا سوى المدخل الشمالي مفتوحا، والذي كان قريبا أيضا من مدرج هبوط الطائرات.

## المناوشات الأولى ومعركة 2 يونيو

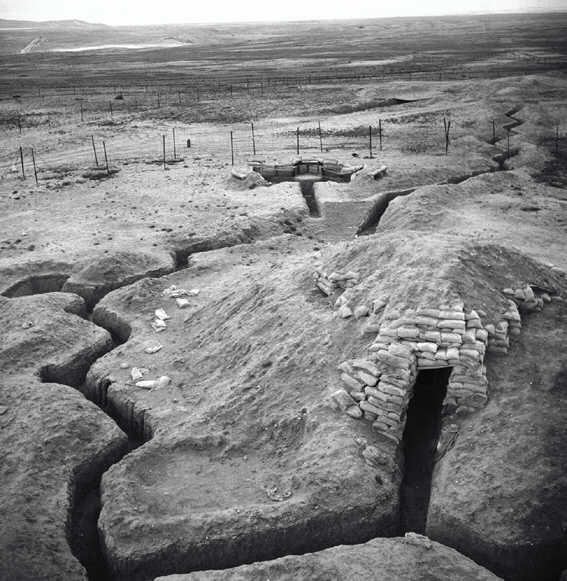
دفاعات نيغبا 1947

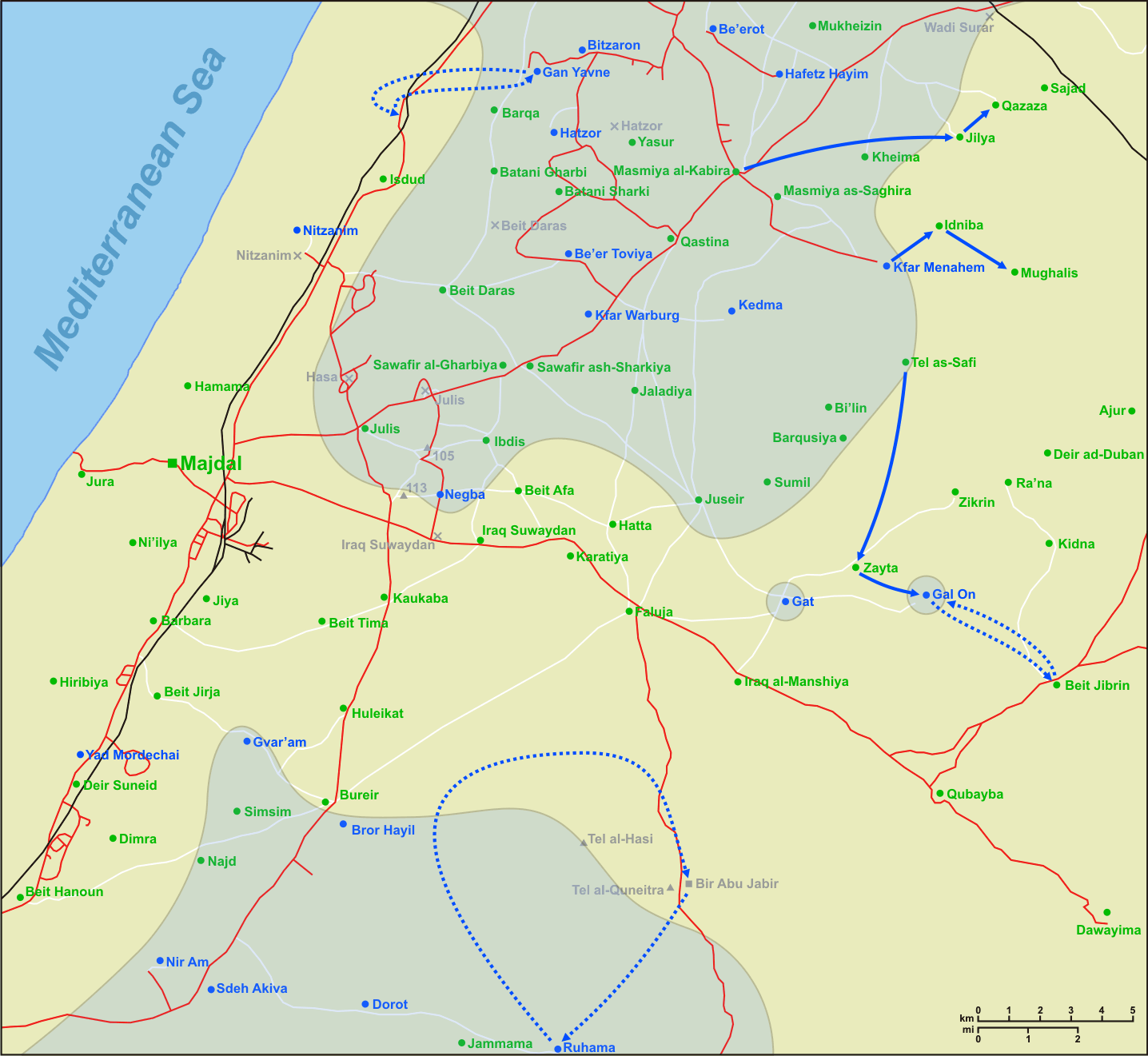
المناطق الخاضعة للسيطرة الإسرائيلية (باللون الأزرق) في 16 مايو 1948

في 12 مايو 1948، حتى قبل الغزو المصري، سيطرت وحدات المتطوعين المصريين من جماعة الإخوان المسلمين، التي كانت تدعم الحملة في فلسطين، على حصن شرطة عراق سويدان بعد الانسحاب البريطاني. وجرت محاولتان إسرائيليتان للاستيلاء عليها – في نفس اليوم وفي 18-19 مايو – لكنهما فشلتا. في 21 مايو، شنت وحدة آلية مصرية غارة رادعة على نيغبا. وترافق ذلك مع قصف بالطائرات، أسفر عن مقتل القائد الإقليمي الإسرائيلي، إسحاق «يوآف» دوبنو، الذي كان يحاول إسقاط طائرات. سميت عملية يوآف تكريما له، وكذلك حصن شرطة عراق سويدان، بعد أن استولت عليه إسرائيل. استمر المصريون في مضايقة نيغبا في الأيام التالية، وقرر لواء جفعاتي إرسال فصيلتين من كتيبته 53، بالإضافة إلى قذائف الهاون، كتعزيزات. كما احتلت قوات اللواء جولس (27-28 مايو) من أجل السيطرة على موقع يمكن من خلاله توفير المزيد من التعزيزات إلى نيغبا.
في يوم الهجوم المصري في 2 يونيو، بلغ عدد القوات الإسرائيلية في النقبة حوالي 70 جنديا من لواء جفعاتي و70 من سكان القرية (بينهم 10 نساء). كان لديهم ما مجموعه 80 بندقية و 200 قنبلة يدوية و 500 زجاجة مولوتوف و 20 مدفع رشاش و 8 مدافع رشاشة و 3 مدافع هاون مقاس 2 بوصة و 2 قذيفة هاون 3 بوصات و PIAT واحد. تألفت القوة المصرية من كتيبة المشاة الأولى، تكملها سرية دبابات وسرية سيارات مدرعة وثلاث بطاريات مدفعية ميدانية (واحدة 3.7 بوصة واثنتان 25 بوندر). خططوا لتطويق الكيبوتس والهجوم من جميع الاتجاهات.
بدأت القوات المصرية الهجوم بوابل من المدفعية ليلة 1-2 يونيو. ثم تحرك رتالهم شرقا على طريق مجدل - بيت جبرين، وهاجم النقبة من الجنوب في ثلاثة شقوق مدرعة. وفرت مواقع المدافع الرشاشة المصرية غطاء ناريا من بيت عفة وإبديس في الشرق والشمال الشرقي، على التوالي. إجمالا، وصلت سبع دبابات و12 عربة مدرعة إلى مسافة 100 متر من المحيط الجنوبي الغربي للقرية حوالي الساعة 7:00 صباحا في 2 يونيو (المواقع 6-8). ووصل أحدهم إلى الموقع 6 الذي دمر بالكامل، ولكنه انسحب بنيران كثيفة من الموقع 7. وواجه اثنان آخران ألغاما أرضية. وفي الوقت نفسه، هاجمت قوات المشاة المصرية المدرعة والدعم الجوي من الشمال الشرقي ولكن تم صدها.
استخدم شمعون أفيدان، قائد لواء جفعاتي، قوات لواء النقب تحت قيادته (المخصصة أصلا لعملية بليشت) لمساعدة نيغبا. تم إرسال وحدة جيب من كتيبة وحوش النقب إلى غرب الكيبوتس لمضايقة الجناح المصري. وفي الوقت نفسه، فتح مدفع إسرائيلي وزنه 25 رطلا متمركزا في كفار واربورغ وابلا من القصف على حصن عراق سويدان. وبحلول الساعة 11:00 صباحا، قررت القوات المصرية الانسحاب تحت ستار من الدخان. وتكبد النقباء 8 قتلى و11 جريحا، فيما قدرت إسرائيل الخسائر المصرية ب 100 قتيل وجريح.

## معركة 12 يوليو

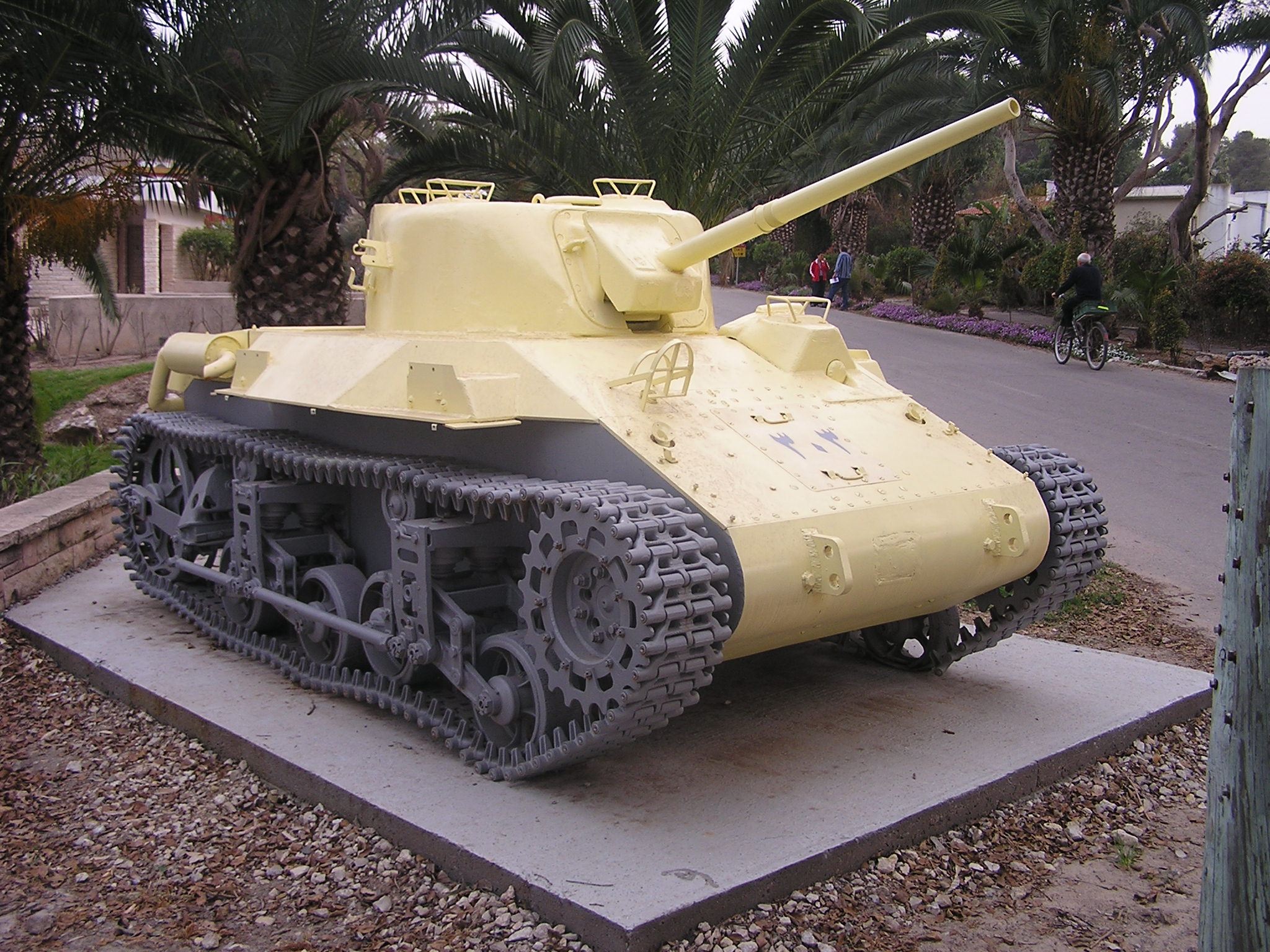
دبابة مصرية إم 22 لوكست التي تم الاستيلاء عليها، والتي أعطيت كحل وسط لنيغبا في عام 1953، محفوظة في الكيبوتس

شكل الهجوم المصري الثاني على النقبة ذروة جهودهم خلال معارك الأيام العشرة، وهي الفترة بين الهدنة الأولى والثانية من الحرب. خصص المصريون لواء معززا لهذه المهمة، قام جزء منه (الكتيبتان 2 و6) بعمليات تمويه في عبدس وجولس. وكان تكوين القوة المستخدمة لمهاجمة نيغبا نفسها مشابها للمحاولة السابقة - كتيبة مشاة، تساعدها سرية دبابات واحدة وسرية مركبات مدرعة، تكملها المدفعية والدعم الجوي. كانت كتيبة المشاة هي الكتيبة التاسعة، بقيادة سعد الدين رحماني، والتي شهدت نجاحا في معركة نيتسانيم والتل 69.
وعلى عكس المعركة السابقة، نفذ المصريون خططهم لتطويق القرية، من أجل منع التدخل الإسرائيلي الخارجي. بحلول الساعة 6:00 صباحا، تم تطويق النقبا ووقفت القوات على أهبة الاستعداد للتحرك. بدأ وابل مدفعي أولي من الموقع المحيط (بيت عفا، تل 113 إلى الغرب وتل 105 إلى الشمال) في الساعة 07:00، مع جهد أكثر تركيزا في الساعة 08:45، وغارة جوية في الساعة 08:00. الساعة 11:00 بدأت قوات المدرعات والمشاة بالتحرك ضد القرية من ثلاثة اتجاهات (غرب، جنوب، شرق). ومع ذلك، كانت الهجمات المصرية المتزامنة سيئة التنسيق، ولم يعمل المشاة والدروع معا بشكل جيد. صمد مدافعو نيغبا، على الرغم من أن الجهد الأولي وصل إلى مسافة 50 مترا من المحيط. أعاد المصريون تجميع صفوفهم في الساعة 16:00 وحاولوا الاندفاع النهائي من الشمال. لم يحقق المصريون أي نجاح، وتراجعوا في الساعة 18:00، تاركين وراءهم دبابة واحدة (فيات M13/40) وأربع ناقلات برين. وقدرت إسرائيل الخسائر المصرية بنحو 300 قتيل وجريح. وبلغت الخسائر الإسرائيلية 5 قتلى و 16 جريحا.
كانت دبابة M13/40 المذكورة أعلاه التي تخلى عنها طاقمها خلال المعركة موضوع مناوشات وجدل. في الليلة التي تلت انسحابها، حاولت القوات المصرية سحبها إلى خطوطها الخاصة، لكن سابر إسرائيلي تمكن من تلغيم المناطق المحيطة بالدبابة. وبعد عدة أيام، ساعد جندي مدرعة تابع للجيش الإسرائيلي في إنقاذ الدبابة وأخذها لإصلاحها وإعادة استخدامها. طالب سكان النقبة بدبابة بديلة كغنيمة حرب، وبعد خمس سنوات حصلوا على M22 لوكست. على الرغم من أنها كانت تفتقر إلى برميل بندقية، إلا أن الفيلق المدرع كان ملحقا بواحد، وبقيت الدبابة في نيغبا منذ ذلك الحين.

## اعقاب

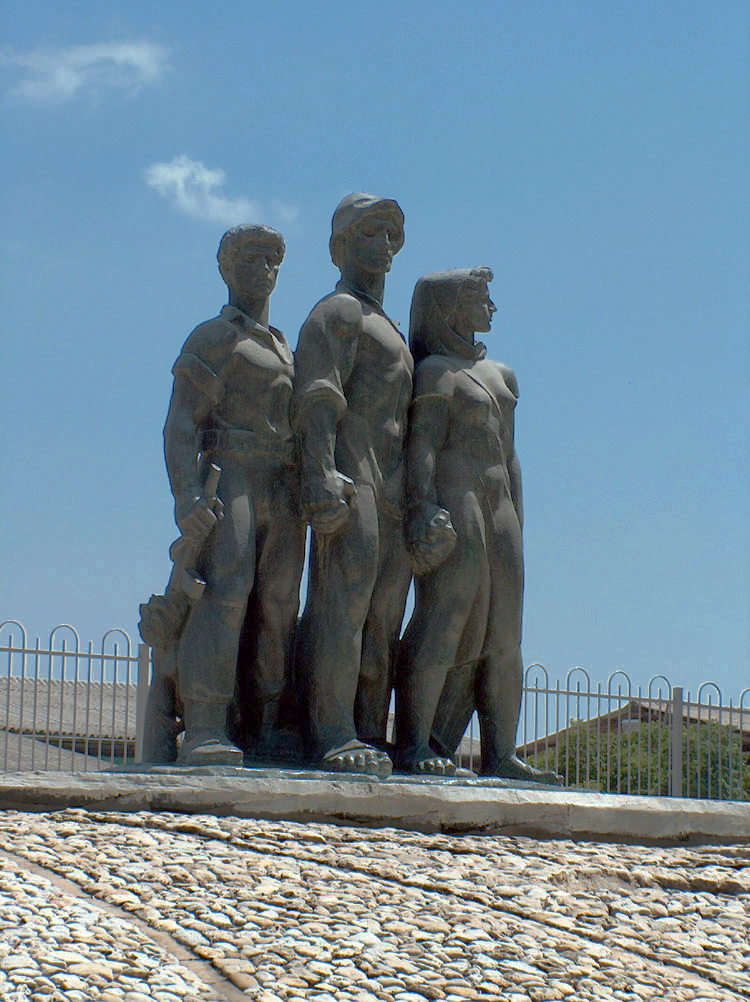
النصب التذكاري في نيغبا

بعد 12 يوليو، لم يهاجم المصريون نيغبا مرة أخرى، لكنهم حاولوا تطويقها عن طريق إرسال سرية سودانية للاستيلاء على التل 105 إلى الشمال. وفي وقت لاحق، استخدمت إسرائيل نيغبا كقاعدة للعمليات المستقبلية في محاولة لاختراق الخطوط المصرية والربط مع الجيب الذي تسيطر عليه إسرائيل في شمال النقب. تم الاستيلاء على بعض المناطق المحيطة مباشرة بنيغبا في الأيام التي تلت المعركة الثانية خلال عملية أن-فار. بعد المعارك في ليلة 12-13 يوليو، ذكرت جعفاتي أنها كانت تسيطر على التل 105 في الساعة 00:30 في 14 يوليو. فشلت عملية الموت للغزاة في 16-19 يوليو في الاستيلاء على بيت عفا، وعراق سويدان والتل 113. تم الاستيلاء على هذه المناطق في 16-17 أكتوبر (التل 113) و9-11 نوفمبر (بيت عفا، العراق سويدان) خلال عملية يوآف.
كان لكل من مواقف النقبة الناجحة قيمة رمزية كبيرة في إسرائيل، وخاصة بين طبقة الاستيطان العامل. أقال قائد القوات المصرية في فلسطين، أحمد علي المواوي، محمد نجيب (قائد اللواء الرابع) بسبب الهزيمة. قاد نجيب لاحقا الانقلاب العسكري ضد الحكومة المصرية. تعتبر هذه المعركة نقطة التحول على الجبهة الجنوبية خلال الفترة ما بين الهدنة الأولى والثانية من الحرب. قارن مكتب الثقافة في لواء جفعاتي، أبا كوفنر، الدفاع ب‍معركة ستالينغراد، مشيرا إليها باسم نيغباغراد.
أقيم نصب تذكاري لإحياء ذكرى الإسرائيليين الذين سقطوا، من قبل النحات ناثان رابوبورت، في المقبرة العسكرية في القرية، بناء على طلب من يسرائيل بارزيلاي. يصور التمثال مزارعا ذكرا وممرضة أنثى هي فتاة (الوالدين)، وابنهما، جندي. النصب التذكاري مصنوع من البرونز ويبلغ طوله 4 أمتار. إنه يرمز إلى إرادة الدفاع، والعمل من أجل مستقبل أفضل، ونقص الإمدادات في الجيش الإسرائيلي، ويتضح ذلك من حقيقة أن الجندي لا يرتدي خوذة. بعد معاهدة السلام المصرية الإسرائيلية لعام 1979، طلب المصريون وضع نصب تذكاري لقتلاها في نيغبا أيضا. بسبب المعارضة المحلية، تم وضع النصب التذكاري في سدي يوآف القريبة.